# Maliha Lodhi
Maliha Lodhi, née à Lahore (Pakistan), est une femme politique et diplomate pakistanaise. Ambassadrice du Pakistan aux États-Unis entre 1994 et 1997 puis entre 1998 et 2002, elle est Haut-commissaire du Pakistan au Royaume-Uni entre 2003 et 2008. Elle est depuis professeur à la John F. Kennedy School of Government de l'université Harvard et a également été membre du conseil directeur auprès du secrétaire général des Nations unies chargé du désarmement.

## Biographie
Elle est diplômée de la London School of Economics.

## Ouvrages
- 1994 : Pakistan’s Encounter with Democracy and The External Challenge
- 2001 : Pakistan: Beyond the Crisis State

## Sources
- (en) Cet article est partiellement ou en totalité issu de l’article de Wikipédia en anglais intitulé « Maliha Lodhi » (voir la liste des auteurs).